# Metamodel (neurolinguïstisch programmeren)
Het Metamodel in de pseudowetenschappelijke methodiek neurolinguïstisch programmeren (NLP) is een heuristische set van vragen met als doel informatie nauwkeuriger of concreter te maken door de grenzen van iemands wereldbeeld uit te dagen en uit te breiden. Niet geuite, verborgen informatie zou aldus volgens NLP naar buiten komen.

## Definitie van het model
Volgens NLP reageren mensen op gebeurtenissen op basis van hun interne beelden, geluiden en gevoelens. Deze ervaringen zouden in de hersenen worden gelabeld en verzameld in groepen of categorieën. Het metamodel is volgens NLP een methode om iemand te helpen om van een wereldarm model terug te gaan naar de oorspronkelijke, door zintuigen opgedane ervaringen waarop dat model gebaseerd was. Binnen deze informatierijke, specifieke ervaringen zouden bruikbare veranderingen worden gemaakt die gedrag zouden veranderen.
Het metamodel wordt professioneel gebruikt door in NLP geïnteresseerde therapeuten, counselors en coaches. De betreffende taalpatronen, overtredingen volgens het model, worden aangetroffen in alle menselijke communicatie. Op een overtreding kan de gesprekspartner reageren met een uitdaging, waardoor de cliënt/patiënt gevraagd wordt de informatie concreter te herformuleren.

## Bron van het model
De taalpatronen van het metamodel zijn gebaseerd op de gezinstherapie van Virginia Satir, de gestalttherapie van Fritz Perls, de linguïstische patronen uit de transformationele grammatica van Noam Chomsky en de algemene semantiek van Alfred Korzybski. NLP claimt dat ook de wijze waarop deze wetenschappers zich in de praktijk gedroegen, in het model werd meegenomen. Het metamodel vormt de basis voor NLP en werd ontwikkeld door John Grinder, destijds assistent-professor in de linguïstiek, en psychologie student Richard Bandler.

## Toepassing

### Gebruik van het model in psychotherapie
De vraag die een slachtoffer van een posttraumatische stressstoornis vaak stelt is: Waarom gebeurde dit mij? Een scherpzinnig psychotherapeut moet doordringen in de diepere betekenis van het woord dit. Bijvoorbeeld met de vraag: Welke specifieke aspecten van het voorval hebben een schadelijke betekenis voor het individu? Bovendien moet de therapeut vaststellen welke attributies de patiënt geeft aan zijn reacties. Wanneer een patiënt bijvoorbeeld vanwege opdringerige gedachten gelooft dat hij gek is, zal de attributie leiden tot verhoogd lijden.

### Verhelderende communicatietechniek
Het metamodel is niet uitsluitend een model voor therapie, maar zou ook toepassing kennen in coaching, mediation, management, journalistiek, onderzoek en ontwikkeling. In feite overal waar heldere communicatie gewenst of noodzakelijk is en het belangrijk is dat zaken niet onuitgesproken blijven.

### Storend gebruik
Een te letterlijk nemen van de term overtreding levert bij overenthousiaste, beginnende gebruikers van dit model nogal eens een overmatig gebruik aan uitdagingen op, waardoor de gesprekspartner geïrriteerd raakt. Een gebruiker van dit model doet er goed aan voorrang te geven aan de goede verstandhouding, binnen NLP rapport (psychologie) [uitspraak: rappòrt] genoemd, en te stoppen met uitdagen wanneer het gebruik ervan overdadig wordt. In dit model moet overtreding gezien worden als de technische aanduiding van vervormingen, weglatingen en generalisaties in het taalgebruik. Ze komen frequent voor bij alle mensen, dus ook bij psychische gezonde mensen zonder onderhuidse problemen. Volgens NLP bedient de mens zich om verschillende redenen van dergelijke 'overtredingen', omwille van bijvoorbeeld beleefdheid, jargon, privacy, bescherming van de eigen belevingswereld en om een verhaal kort te kunnen weergeven. Gebruik van 'overtredingen' is tot op zekere hoogte zeker niet altijd storend of onwenselijk.

## Het model
Het metamodel is wordt door veel volgers van de NLP-methodiek opgepakt, waarbij geregeld nieuwe terminologie wordt bedacht om het model handzaam te maken. Hierdoor verschillen afzonderlijke modellen van elkaar. De volgende indeling bundelt enkele gangbare visies van het metamodel. Uitgangspunt is hierbij een gebundeld overzicht te geven die duidelijk is en nagenoeg compleet. Er is dus geen keuze gemaakt voor het model van één bepaalde school.

### Overtredingen aan de grenzen van het wereldmodel
Het wereldmodel is een uitgewerkte pseudowetenschappelijke theorie in NLP en kortweg uit te leggen als het wereldbeeld van een bepaald mens. Uitgangspunt is dat we vanuit ons wereldmodel reageren op de impulsen die ons bereiken. We geven daar betekenis aan die vervolgens ook weer onderdeel wordt van ons wereldmodel. Het is een continu proces van ordening van ervaringen, overtuigingen en verwachtingen. Met het uitdagen van de grenzen van het wereldmodel wordt daardoor ons wereldbeeld getoetst en eventueel aangepast aan de daadwerkelijke wereld.

#### Modale hulpwerkwoorden
Modale hulpwerkwoorden, ook wel modale operatoren, geven een bepaalde houding aan ten opzichte van het werkwoord. De belangrijkste Nederlandse hulpwerkwoorden zijn: hoeven, kunnen, moeten, mogen en willen. Hulpwerkwoorden komen in de regel niet zelfstandig voor. Bij modale hulpwerkwoorden gaat dit niet helemaal op. Zinnen als "ik wil het" en "je moet" zijn immers correct Nederlands. In deze gevallen is het echter zo dat er impliciet wél een werkwoord bij hoort. In de genoemde zinnen zijn dat bijvoorbeeld hebben of doen. In het metamodel onderscheidt NLP twee soorten modale hulpwerkwoorden. In het ene geval is er sprake van een vereiste (zoals bij moeten), bij de andere van onvermogen (zoals bij niet kunnen). Intuïtief wordt er in feite een ontkenning uitgesproken ten opzichte van het probleem.
Onder de categorie vereiste vallen onder andere moeten, niet mogen en nodig hebben. Ze geven weer dat een persoon iets moet doen of niet moet doen, terwijl het de vraag is of dat echt voorgeschreven staat. Vaak zit er een wens in: Als het gebeurt dan voel ik me lekker. Terwijl ik mij bijvoorbeeld verdrietig voel als het niet gebeurt. Er zou ook een goede reden of wetmatigheid aan ten grondslag kunnen liggen, zoals in: Ik moet dagelijks eten en drinken. Maar ook dingen die niet altijd opgaan, zoals in: zij moeten naar mij luisteren. Met de uitdagingen is het de bedoeling dat degene die vaak moeten zegt, gaat nadenken over zijn of haar beweringen. Echter, iemand denkt nooit zomaar iets; ooit is er die conclusie getrokken. Aan een reactie als dat is onzin heeft de ander niets, omdat hij of zij er dan nog niet wijzer van geworden is. Een standaarduitdaging op deze 'overtreding' is: Wat gaat er mis als...?
Onder de modale hulpwerkwoorden van onvermogen vallen bijvoorbeeld niet kunnen, niet lukken, niet mogelijk zijn, niet in de gelegenheid zijn, niet horen en de kans niet krijgen. Hierbij veronderstelt de spreker dat hij of zij ergens van weerhouden wordt. Een standaarduitdaging op deze overtreding is daarom: Wat weerhoudt je? of Wat belet je?
Uitdagingen van de eventuele overtreding:
- Je moet altijd klaarstaan voor je kinderen. Uitdaging: Wat gaat er mis wanneer je vanavond een keertje niet klaarstaat?
- Ik heb een toeziend oog nodig wanneer ik die klus klaar. Uitdaging: Wat zou er mislukken wanneer je het alleen uitvoert?
- Ik kan geen schoonmaakwerkzaamheden doen. Uitdaging: Wat houdt je tegen?

#### Alles of niets
Alles of niets, in het model ook wel universal quantifiers (universele kwantoren) genoemd, gebeurt wanneer iemand een onechte uitspraak doet over een gehele groep van mensen, situaties, kenmerken, enz. Ofwel, een poging een denkbeeld in een vorm brengen die waar is voor elk relevant ding. Voorbeelden zijn: alles, altijd, overal, iedereen, absoluut, helemaal, totaal, niks, nooit, nergens en niemand. De standaardwijze om de alles-of-niets-overtreding uit te dagen is door het tegendeel te overdrijven. Hierbij moet worden voorkomen dat de gemaakte overtreding niet in de wedervraag wordt genoemd. De uitdaging kan ook geconcretiseerd worden.
Uitdagingen van de eventuele overtreding:
- Zij is het nooit met mij eens. Uitdaging: Was er echt geen moment waarbij jullie op één lijn lagen?
- Ik ken daar niemand. Uitdaging: Is er daar echt geen enkele persoon die je kent?
- Mijn collega's zijn allemaal lui. Uitdaging: Welke collega's in het bijzonder?

#### Nominalisatie
De 'overtreding' bij nominalisatie is dat er een doorgaand proces van levende handelingen wordt neergezet als een ding, zoals Het besluit is genomen. Aan dit besluit is een heel proces voorafgegaan, waarover verder geen verslag wordt gedaan. Kenmerkend aan een nominalisatie is dat een werkwoord of bijvoeglijk naamwoord wordt omgezet in een zelfstandig naamwoord.
| Omzetting uit werkwoord - de toepasbaarheid (toepassen) - het onderzoek (onderzoeken) - de reactie (reageren) - het zwemmen (zwemmen) | Omzetting uit bijvoeglijk naamwoord - de zorgeloosheid (zorgeloos) - de moeilijkheid (moeilijk) - de intensiteit (intens) - de fout (fout) |
Een eenduidige omvorming gaat niet altijd op zoals liefde (niet liefden, maar houden van), energie (energie krijgen), drive (anglicisme). Een andere manier om een nominalisatie snel te herkennen, is door vast te stellen dat het niet vast te pakken is. Wel vast te pakken zijn dingen als een huis, een koelkast en een jas. Niet tastbaar en daardoor nominalisaties zijn bijvoorbeeld: liefde, aandacht, energie, bevrediging, motivatie, drive. De standaardwijze om een nominalisatie uit te dagen, is door vragen te stellen die naar een gesprek over de handelingen leiden.
Uitdagingen van de eventuele overtreding:
- De communicatie is slecht in dit bedrijf. Uitdaging: Hoe zouden we hier effectiever kunnen communiceren?
- Onze relatie werkt verstikkend. Uitdaging: Hoe ziet jullie relatie er precies uit?
- De caseload kan ik niet meer aan. Uitdaging: Wat is het precies dat jij onder caseload verstaat.?

### Overtredingen door ontbrekende informatie
In algemeen spraakgebruik wordt vaak informatie weggelaten, omdat het gesprek anders te uitvoerig wordt. Wanneer het van nut is, kan op een specifiek deel van het verhaal doorgevraagd worden.

#### Vergelijkingen
Bij een halve vergelijking is de eerste helft van de tweezijdige vergelijking niet gegeven. Een andere mogelijkheid is dat bij een overtreffende trap niet wordt weergegeven wat wordt overtroffen. Deze vergelijkingen zien we vaak in reclame-uitspraken gebruikt, zoals: Je doet meer met kip, Merk X wast beter, of Nu 50% meer. In sommige gevallen is het eenvoudig af te leiden wat het ontbrekende element is. Soms is het juist bedoeld de nadruk alleen op het eigen product te leggen, om niet tussen de regels door ook aandacht te geven aan de concurrent.
We spreken van een impliciete vergelijking wanneer er geen standaard vergelijkingswoord wordt gebruikt, maar er in feite wel sprake is van een vergelijking. Deze zijn herkenbaar aan woorden als: echte, pure, ware, onmisbare, wezenlijke, elementaire, essentiële, fundamentele, enz. De standaardwijze om een halve of impliciete vergelijking uit te dagen, is door te vragen naar de andere helft van de vergelijking of te vragen waarvan het een onderdeel uitmaakt.
Uitdagingen van de eventuele 'overtreding':
- Dat was het beste plan. Uitdaging: Wat waren de andere plannen?
- Onze monitoren hebben een scherper beeld. Uitdaging: Scherper in vergelijking waarmee?
- Ik wil een wezenlijke verandering zien in deze onderneming. Wat moet er wezenlijk veranderd zijn in vergelijking tot de vorige verandering?

#### Weglating
Bij een weglating wordt informatie weggelaten die relevant is om de oorzaak te kennen. Intuïtief weet de gesprekspartner dat er nog meer informatie aanwezig moet zijn dan de spreker vertelt. Een specifieke weglating is de ontbrekende referentie die verwijst naar het gebruik van het persoonlijk voornaamwoord, wanneer de context onbekend is of niet gemakkelijk wordt begrepen op basis van de voorgaande zinnen, zoals met het algemeen gebruik van zij, wij, je, e.d. Deze 'overtreding' wordt uitgedaagd door na te vragen wat weggelaten wordt. Dit kan met open vragen die beginnen met een vragend voornaamwoord. Hierbij moet waarom worden vermeden, omdat deze het eindresultaat betwist. Beter is het waardoor te gebruiken, dat de weg ernaartoe wil weten en daardoor minder confronterend aankomt.
Uitdagingen van de eventuele overtreding:
- Ik ben boos. Uitdaging: Op wie? of Waarover?
- Zij heeft mij gekwetst. Uitdaging: Wat heeft zij precies gedaan
- Ze zeggen dat ik in zaken moet gaan, maar ik weet niet of ik het vertrouwen heb. Uitdaging: Wie precies zegt dat je in zaken moet gaan?
- Ik houd er niet van om naar de FC te gaan tijdens toernooien. We verliezen altijd en ik word er depri van. Uitdaging: Bedoel je met wij, dat jij deel uitmaakt van de FC?

#### Vaagheden
Er worden vage zelfstandige naamwoorden en werkwoorden onderscheiden. Onder vage zelfstandige naamwoorden vallen bijvoorbeeld mensen, jeugd, Hagenezen, yuppen, enz. terwijl de spreker een mening heeft over zulke mensen. Bij vage werkwoorden is bijvoorbeeld te denken aan werkwoorden die voor meer uitleg vatbaar zijn of weinig gebruikt worden, zoals in spreektaal of jargon. De standaardwijze om deze 'overtreding' uit te dagen, is om door te vragen naar wat weggelaten wordt.
Uitdagingen van de eventuele overtreding:
- Honden zijn gevaarlijk. Uitdaging: Aan welke honden denk je precies?
- Nederlanders zijn goede zakenmensen. Uitdaging: Welke Nederlanders met name?
- Ik heb even zin om tegen je aan te zeuren. Uitdaging: Wat bedoel je precies met zeuren?
- Wil je ophouden met beugelen? Uitdaging: Welke betekenis geef jij aan beugelen?

#### Vooronderstelling
Een vooronderstelling, synoniemen veronderstelling of hypothese, verwijst naar een aanname die als vanzelfsprekend wordt beschouwd. Cruciaal is dat de ontkenning van de uitspraak de vooronderstelling niet verandert: Ik wil het opnieuw doen en Ik wil het niet opnieuw doen betekenen in beide gevallen dat de persoon het al eens eerder heeft gedaan. Er is een onderscheid tussen een vooronderstelling en zinnen waarvan de betekenis iets impliceert. De zin "De president werd vermoord" impliceert dat de president dood is, terwijl de tegenstelling "De president werd niet vermoord" niet het tegengestelde is. Hij kan immers nog springlevend zijn of een natuurlijke dood zijn gestorven. Een vooronderstelling kan uitgedaagd worden door het vermoeden uit te spreken.
Uitdagingen van de eventuele 'overtreding':
- Ik wil het niet opnieuw doen. Uitdaging: Hebt u het al eens eerder gedaan?
- Hij blijft maar komen. Uitdaging: 'Is hij dan al eerder geweest'?
- Mijn man is net zo lui als mijn zoon. Uitdaging: Betekent dit dat uw zoon lui is? (twee andere vooronderstellingen in deze zin: De persoon heeft een man en een zoon)

### Overtredingen van semantiek

#### Oorzaak en gevolg
Oorzaak en gevolg, ook wel oorzaakeffect, causaliteit of oorzakelijkheid, is het onjuist gebruik van oorzakelijk denken:
- X betekent Y
- Door X doe ik Y
- Door X krijg ik een Y-reactie.
- X betekent dat Y zal gebeuren

Causaliteit impliceert altijd dat er minstens een afhankelijkheidsrelatie is tussen de oorzaak en het gevolg. Bijvoorbeeld door te denken dat iets een oorzaak is en dat alle gelijke dingen hetzelfde lot zullen ondergaan (of dat de kans daarop groot is). Een speciaal geval is de complexe gelijkwaardigheid. Hierbij wordt er een conclusie getrokken die geen relatie heeft met de gebeurtenis en er wordt een logica gecreëerd die er niet is. Zie daarvoor ook: non sequitur. De wijze van uitdaging bij oorzaak en gevolg is door naar de samenhang te vragen. Bijvoorbeeld hoe het ene tot het andere kan leiden of door een tegenvoorbeeld te geven waarbij dezelfde oorzaak aanwezig was maar het betreffende gevolg niet optrad.
Uitdagingen van de eventuele 'overtreding':
- Dat nieuws maakt me boos. Uitdaging: Als je dat nieuws niet had gehoord, was je dan niet boos geweest?
- En nu neemt mijn secretaresse ook nog ontslag. Voor het eind van het jaar ben ik failliet. Uitdaging: Zeg je me dat je succes afhankelijk is van de tewerkstelling van je secretaresse?
- Ik word onrustig van haar snelle bewegingen. Uitdaging: Je hebt ook weleens gezegd dat haar temperament je stimuleert.

#### Eeuwige waarheid
De eeuwige waarheid, ook wel verloren performatief, verwijst naar een actie waarbij de persoon die hem uitvoerde niet nader wordt genoemd. Het performatief is hierin een taalkundige aanduiding voor handeling die zich tegelijk voordoet met de uitspraak over de handeling zelf. De standaarduitdaging voor de eeuwige waarheid is door naar de bron te vragen.
Uitdagingen van de eventuele 'overtreding':
- Haar boek werd toegejuicht. Uitdaging: Toegejuicht door wie?
- Biologische producten smaken beter. Uitdaging: Wie beweert dat?
- Dit is de enige manier om iets te bereiken in deze firma. Uitdaging: Hoe weet u dat?

#### Gedachtenlezen
Gedachtenlezen is een synoniem van telepathie en is een 'overtreding' in het metamodel, omdat verondersteld wordt dat de mens dit niet kan, dan wel dat de mens dit niet zo goed en zo vaak kan als we zouden verwachten in ons taalgebruik. De 'overtreding' gedachtenlezen gebeurt wanneer iemand zegt te weten wat de ander denkt, zonder het toetsen. De uitdaging bij gedachtelezen is na te vragen waarop het gezegde is gebaseerd. Deze 'overtredingen' blijken vaak terecht te zijn, omdat de informatie dan van de persoon zelf komt of omdat via via is doorverteld.
Uitdagingen van de eventuele 'overtreding':
- Als hij zijn deel van de rekeningen niet betaalt, gaat zij hem verlaten. Uitdaging: Heeft ze je verteld dat ze hem gaat verlaten als hij niet betaalt?
- Hij moet mij niet. Uitdaging: Waaruit concludeer je dat?
- Zij wil niets meer van mij weten. Uitdaging: Waaruit blijkt dat?